# José de Acosta
José de Acosta (ur. 1539 w Medinie del Campo, zm. 15 lutego 1600 w Salamance) – hiszpański przyrodoznawca, misjonarz i jezuita. Był jednym z pierwszych Europejczyków, który zajmował się badaniem geografii, przyrody i demografii Ameryki Łacińskiej. Napisał na ten temat obszerną pracę, która przez wieki pozostawała głównym źródłem informacji dla innych uczonych zajmujących się tym tematem. Jest ona ceniona przede wszystkim za nowatorskie podejście do tematu, Acosta nie ograniczał się do biernego opisu zjawisk i rzeczy, poszukiwał przyczyn i logicznego dla nich wytłumaczenia. Acosta odrzucał wiele poglądów charakterystycznych dla przyrodników żyjących w jego czasach. Uważał, że Biblii nie można odczytywać literalnie. Był jednym z pionierów geofizyki, interesowały go bowiem takie zjawiska jak trzęsieniami ziemi, aktywność wulkaniczna, prądy, pływy i zjawiska meteorologiczne. Zasłynął jako twórca pierwszej teorii starającej się w naukowy sposób opisać przyczyny powstawania tropikalnych pasatów.

## Życiorys
Niewiele wiadomo na temat jego pochodzenia i wczesnego okresu życia. Do zakonu jezuitów wstąpił w swoim rodzimym mieście, w wieku piętnastu lat. Z przystąpieniem do zakonu związane było również rozpoczęcie edukacji. Po jej zakończeniu Acosta został wykładowcą teologii w Ocaña. Nie wiadomo jak i dlaczego zainteresował się Nowym Światem, ale zaczął starać się o pozwolenie na udział w misji. Przełożeni zaoferowali mu wówczas posadę wykładowcy teologii w jednej z rzymskich szkół, ale Acosta ofertę odrzucił. Otrzymał w końcu pozwolenie na wyjazd i w 1570 roku opuścił Hiszpanię. Trasa jego podróży wiodła przez Atlantyk do Kartageny, potem do Nombre de Dios w Panamie, skąd trafił do Peru. W czasie żeglugi po oceanie w pobliżu równika, Acosta, jako osoba wykształcona na klasycznych, antycznych dziełach, obawiał się niszczącego działania promieni słonecznych. Okazało się jednak że pogoda nie była wcale przesadnie gorąca a słońce nie spaliło statku. Acosta miał się wówczas zacząć śmiać ze swoich obaw, które wynikały z lektury dzieł Arystotelesa.
Zaraz po przybyciu do Limy, otrzymał rozkaz przekroczenia Andów, najprawdopodobniej w celu spotkania wicekróla, który przebywał w głębi lądu. W drodze przez górzystą prowincję Huarochirí towarzyszyło mu czternastu lub piętnastu towarzyszy. W czasie przeprawy przez masyw górski Paryaqaqa podróżnicy doświadczyli niekorzystnego wpływu rozrzedzonej atmosfery. Acosta opisał to zjawisko i problemy z ciałem które powoduje. Był jednym z pierwszych Europejczyków, którzy zauważyli i opisali chorobę wysokościową. Opisany przez niego wariant tej choroby określa się mianym „Przypadłości Acosty”. Opisał również działanie ślepoty śnieżnej, której doświadczył, oraz sposób w jaki wyleczyła go stara Indianka. Acosta przybył do Peru dwa lata po tym jak Francisco de Toledo został wicekrólem w 1578 roku. Toledo wsławił się pokonaniem ostatniego inkaskiego władcy Tupaca Amaru i ukróceniem samowoli konkwistadorów. Acosta, po odnalezieniu Toledo, pomagał wicekrólowi głównie w sprawach administracyjnych dotyczących osadnictwa w Peru. Towarzyszył mu również w czasie jego wyprawy przeciwko Indianom Chirihuana, których najazdy były bardzo dotkliwe dla Hiszpanów.
W ciągu całego pobytu w Peru, Acosta spędzał większość czasu w miasteczku Juli, leżącym nieopodal zachodnich wybrzeży jeziora Titicaca. Powstało tu jezuickie kolegium w którym studiowano miejscowe języki, utworzono także drukarnię. Acosta poświęcał większość czasu na naukę tutejszych języków i tłumaczenie na nie tekstów religijnych. Kontynuował także badanie miejscowej przyrody i geografii, choć nie tylko. Zajmowały go także sprawy związane z miejscową ludnością. Opisał historię Inków, ich kulturę, wierzenia oraz pismo Kipu. Nie bazował tylko na samodzielnie uzyskanych informacjach, często konsultował się z innymi duchownymi, którzy działali w różnych regionach Ameryki Południowej. To właśnie w Juli powstały manuskrypty, na podstawie których Acosta napisał później dwie pierwsze księgi Historia natural y moral de las Indias. Obserwował również słynną kometę z 1577 roku. Acosta przeniósł się później do Limy, najprawdopodobniej został tam wezwany przez wicekróla, który cenił go jako swojego współpracownika. W Limie rozpoczął pracę jako wykładowca teologii na uniwersytecie Świętego Marka. W 1571 roku Acosta pełnił rolę wizytatora w nowo otwartym kolegium jezuickim w Cuzco. Do Limy powrócił dopiero po trzech latach i ponownie objął posadę wykładowcy teologii. W 1576 roku został wybrany prowincjałem zakonu. Często konsultował swoje badania i zbierał informacje na temat Ameryki Łacińskiej od podróżników, marynarzy, kupców i innych odkrywców. Poza tym wspierał rozwój szkolnictwa w Nowym Świecie, z jego inicjatywy powstało kilka jezuickich kolegiów, między innymi w Arequipa, Potosí, Sucre, Panamie czy w La Paz. Spotykał się jednak często z oporem ze strony władz świeckich. Dzięki funkcji prowincjonała podróżował po bardzo rozległych terenach, co umożliwiało mu zbieranie szczegółowych informacji na temat geografii, biologii czy demografii hiszpańskich kolonii. Szczególnie interesowały go zwyczaje i kultura rdzennych mieszkańców Ameryki. W 1582 roku Acosta wziął udział w trzecim synodzie w Limie. Odgrywał tam znaczącą rolę, a jego zapiski dotyczące przebiegu obrad stanowią jedno z najważniejszych źródeł historycznych dotyczących synodu.
Zaraz po zakończeniu obrad synodu, w 1583 roku, Acosta opuścił Amerykę Południową i wraz ze wszystkimi swoimi manuskryptami i księgami przeniósł się do Meksyku. Podczas podróży zajmował się obserwowaniem i badaniem miejscowej natury i ludności. W czasie trwającego trzy lata pobytu w Meksyku Acosta kontynuował swoje badania. Najbardziej zajmowały go sprawy związane z Aztekami. Spisał podania dotyczące ich historii i kultury, opisał stosowane przez nich rozwiązania architektoniczne, opisał ich wierzenia i pismo które stosowali. Jego głównym informatorem był miejscowy duchowny, Juan de Tobar. W 1585 roku Acosta otrzymał rozkaz od króla Filipa II, który nakazywał mu powrót do ojczyzny. Do Europy wrócił jednak dopiero dwa lata później, razem z flotą wiozącą bogactwa z w Nowego Świata. W Hiszpanii Acosta pełnił kilka ważnych stanowisk w zakonie, był na przykład rektorem kolegium w Valladolid i w Salamance, gdzie zmarł w 1600 roku.

## Twórczość

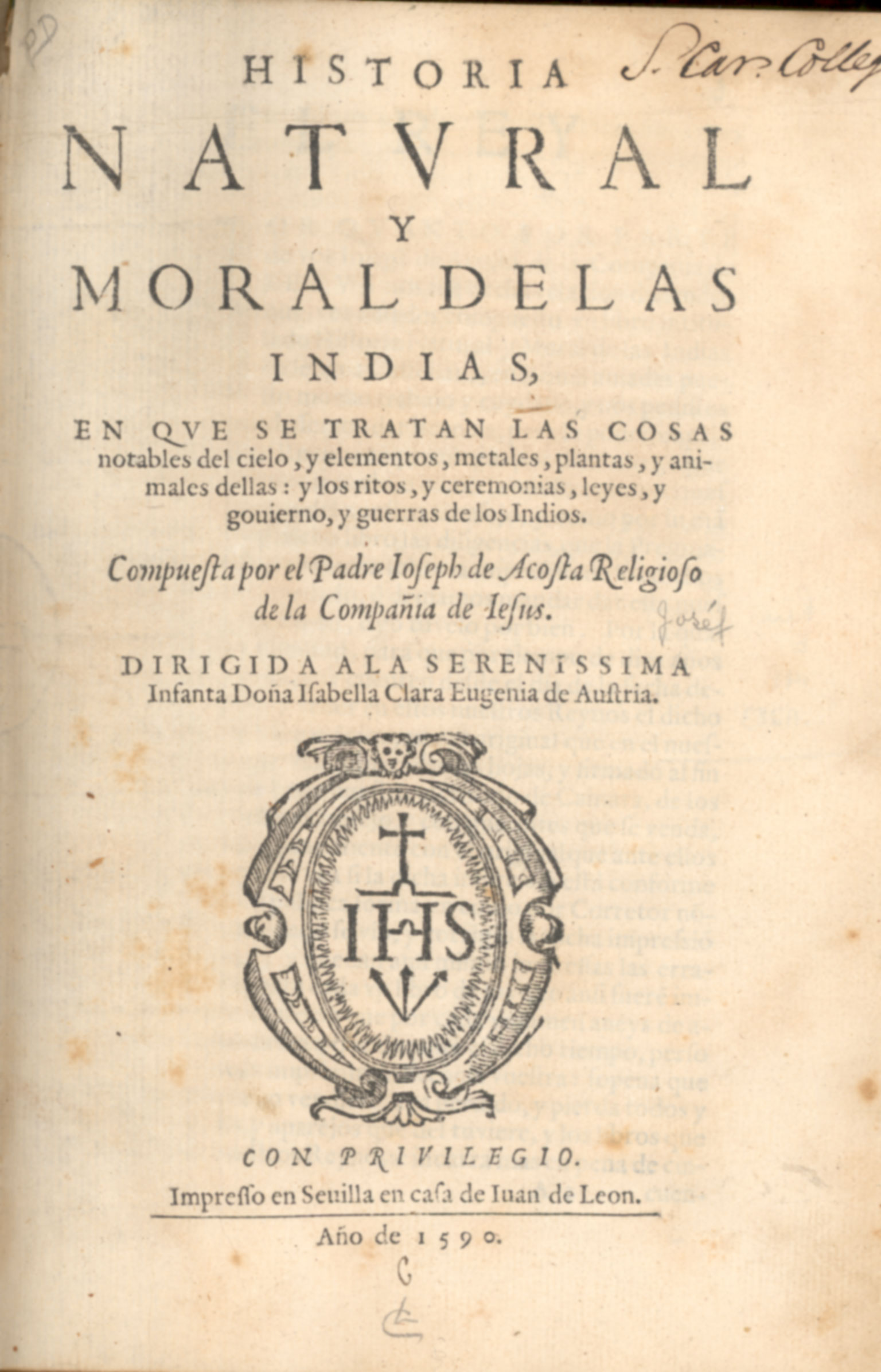
Strona tytułowa Historia natural y moral

José de Acosta publikował wiele dokumentów związanych z Radą prowincji w latach 1567–1583 oraz kilka prac teologicznych. Do najbardziej znanych jego dzieł należą jednak De Natura Novi Orbis, De promulgatione Evangelii apud Barbaros, sive De Procuranda Indorum salute oraz Historia natural y moral de las Indias. Dwa pierwsze dzieła ukazały się w Salamance w 1588 roku, ostatnia w Sewilli w 1590 roku. Korzystając z doświadczenia jego poprzedników Francisco Lopez de Gómara i Oviedo, opisał w Historia natural... historię Nowego Świata, jako pierwszy wspomniał o Cieśninie Beringa oraz sformułował hipotezę pochodzenia rdzennych Amerykanów tłumacząc ich istnienie migracją z kontynentu azjatyckiego. Prócz tego opisał historię Inków i Azteków oraz wiele informacji o zwyczajach rolniczych tubylców.
W swoich pracach zawierał również informacje dotyczące geofizyki, przy czym często krytykował stare poglądy, mające swoje oparcie jeszcze w pracach Arystotelesa. Interesował się zwłaszcza deklinacją magnetyczną, ruchami wód oceanicznych, trzęsieniami ziemi, aktywnością wulkaniczną, klimatem i różnymi zjawiskami meteorologicznymi, przede wszystkim wiatrami. Kwestie związana z deklinacja opisał przy okazji rozważań dotyczących pochodzenia rdzennych Amerykanów. Opisał wówczas użycie kompasu, kąt deklinacji, zmiany deklinacji oraz różnice między północną magnetyczną a geograficzną. Zawarł także opis Azorów jako punktu zerowego w którym deklinacja zmienia znak ze wschodniego na zachodni.
Temat pływów poruszał przy okazji opisu rozmieszczenia lądów i oceanów. Jego zdaniem podstawowym problemem była odpowiedź na pytanie czy pływy są tylko zjawiskiem lokalnym czy też dotyczą wszystkich wód na świecie. Na podstawie danych uzyskanych z obserwacji Cieśniny Magellana Acosta wnioskował, że zmiany pływowe dotyczą wszystkich wód. Nie znalazł jednak odpowiedzi na pytanie co powoduje występowanie zjawiska pływów, udało się tego dokonać dopiero Newtonowi. Acosta zauważył jednak pewien związek między wysokością pływu a fazami Księżyca.
Badania dotyczące wulkanów i trzęsień ziemi które prowadził, sprawiły, że Acosta zanegował rozpowszechniony w jego czasach pogląd iż obydwa zjawiska są ze sobą nierozerwalnie związane i jedno nie występuje bez drugiego. Zauważył bowiem że w Ameryce Łacińskiej silne trzęsienia ziemi mają miejsce także w obszarach znajdujących się bardzo daleko od aktywnych wulkanów. Nie negował jednak poglądu że przyczyna obydwu zjawisk może być taka sama. Podtrzymywał pogląd którego korzenie sięgały starożytności a który mówił, że zjawiska te mają związek z obecnością gorących gazów we wnętrzu ziemi. Opisywał przebieg i skutki trzęsień ziemi w 1575 roku w Chile, w 1586 roku w Limie i w 1587 roku w Quito. Na podstawie tych obserwacji wysnuł wniosek iż trzęsienia ziemi w jednym obszarze mogą powodować słabsze drgania na nawet znacznie oddalonych terenach.
Najbardziej zajmowały go jednak obserwacje meteorologiczne, przede wszystkim klimat. Według poglądów Arystotelesa, przyjmowanych przez większość europejskich uczonych, Ameryka Południowa powinna cechować się bardzo wysokimi temperaturami i bardzo małą wilgotnością powietrza. Tymczasem Acosta na własne oczy przekonał się, że istnieją tam całe obszary o bardzo dużej wilgotności. Opisał regionalne różnice klimatyczne i tłumaczył je za pomocą położenia danego obszaru. Uważał iż klimat determinują takie czynniki jak wysokość terenu, stopień oddalenia od morza i położenie geograficzne. Interesowały go również wiatry i ich właściwości. Acosta odrzucał większość pomysłów Arystotelesa i głosił, że duży wpływ na wiatry ma aktywność Słońca. Jako pierwszy szczegółowo opisał pasaty tropikalne, choć jako zwolennik teorii geocentrycznej błędnie zidentyfikował, że powstają one na skutek obrotów ciał niebieskich wokół Ziemi.

## Najważniejsze prace
- Tercero cathecismo y exposicion de la doctrina christiana, por sermones
- The natural & moral history of the Indies